# Filellum serratum
Filellum serratum är en nässeldjursart som först beskrevs av Clarke 1879.  Filellum serratum ingår i släktet Filellum och familjen Lafoeidae. Inga underarter finns listade i Catalogue of Life.